# 袁思明
袁思明（1578年—1612年），字用晦，號廣源，直隸松江府華亭縣人，軍籍，明朝政治人物。

## 生平
萬曆三十一年（1603年）癸卯科應天鄉試第三十八名舉人，三十五年（1607年）中式丁未科會試第一百六十七名，二甲第十四名進士。都察院觀政，授南京禮部主事，升南京禮部祠祭司郎中，三十九年（1611年）七月謫兩浙鹽運司判官，四十年（1612年）卒。

## 家族
曾祖袁以嗣，封刑部主事；嗣祖父袁孝徵；本生祖父袁福徵，唐王府左長史；父袁之龍。